# 相模川橋梁 (東海道新幹線)

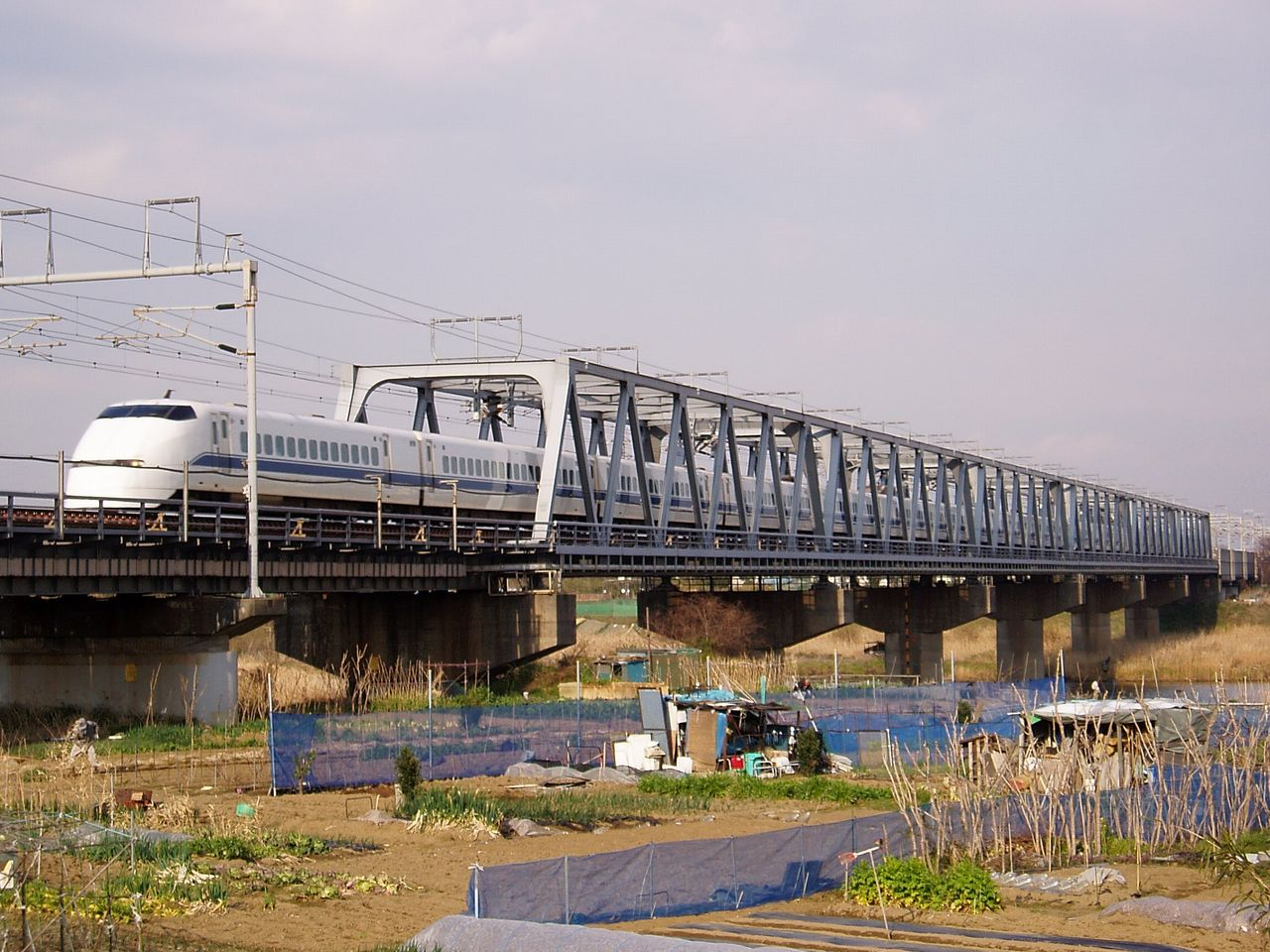
新幹線相模川橋梁

相模川橋梁（さがみがわきょうりょう）は、神奈川県高座郡寒川町・平塚市の東海道新幹線新横浜駅～小田原駅間にある、相模川に架かる鉄道橋である。
1962年完成のモデル線を経て、1964年10月1日の開業以来、そのままの状態で使用されている。

## 橋の概要

### 特徴
本橋の形式は、単純下路ワーレントラス式鉄道橋6連であるが、トラス構体の上部を鋼材で接続しているため、遠目には連続トラス橋のように見える。

### 諸元
- 種別 - 鋼鉄道橋
- 形式 - 単純下路ワーレントラス
- 橋長 -
- 支間 -
- 線数 - 複線
- 活荷重 -
- 施主 - 日本国有鉄道
- 橋梁設計 -
- 橋桁製作 -

## 近隣の橋
（上流）- 相模大堰 - 相模川水管橋 - 戸沢橋 - 新幹線相模川橋梁 - （寒川取水堰） - 神川橋 - 湘南銀河大橋 -（下流）
座標: 北緯35度23分29.18秒 東経139度22分26.13秒 / 北緯35.3914389度 東経139.3739250度